# ギルバート・マリー

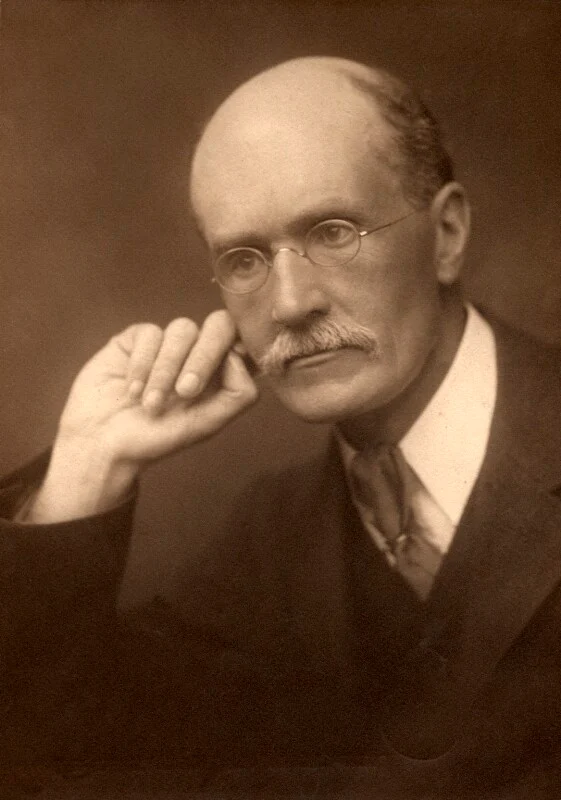
マリー（1916年）

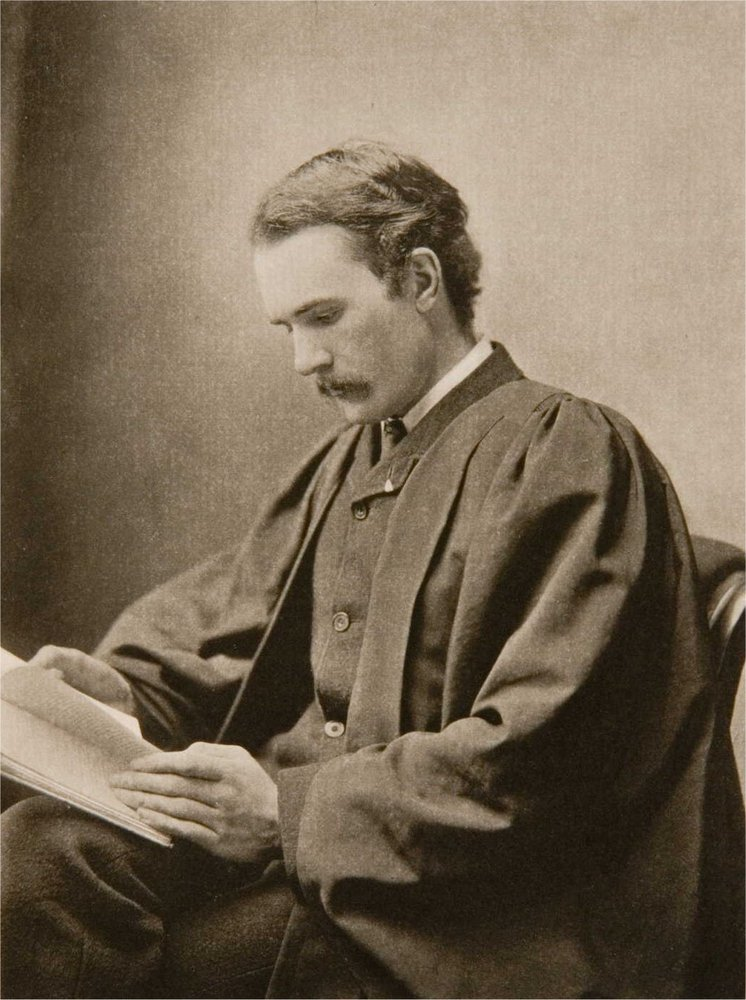
マリー（1900年以前）

- ギルバート・マリー[1][2]
- ギルバート・マレー[3][4]
- ギルバート・マレイ[5]
- ギルバート・マリ[6]

ギルバート・マリー OM FBA（英: George Gilbert Aimé Murray、1866年1月2日 - 1957年5月20日）は、イギリスの西洋古典学者。古代ギリシアの宗教やギリシア悲劇を研究した。劇作家や平和運動家としても活動し、国際連盟の役員も務めた。

## 人物
1866年、英領オーストラリアのシドニーにて、アイルランド系の父のもと生まれる。
11歳のとき渡英し、マーチャント・テイラーズ・スクールを経て、オックスフォード大学セント・ジョンズ・カレッジに入学。アーサー・シジウィックらに師事し、古代ギリシア語・ラテン語の作文や文献学で頭角を現す。
卒業後、オックスフォード大学ニュー・カレッジ特別研究員に就任。翌1889年、23歳の若さでグラスゴー大学ギリシア語教授に就任（前任はリチャード・ジェッブ）。
1897年、31歳のとき、自身と夫人の健康のため退職。離職中は劇作家として活動し、ギリシア悲劇の翻訳劇が英米の劇場で上演され好評を受ける。
1908年、オックスフォード大学ギリシア語欽定講座教授に就任、1936年まで務めた。その間、大英博物館管理官やハーバード大学教授も兼任した。
平和運動家としてボーア戦争や第一次世界大戦の拡大に反対した。イギリス外務省の委嘱により、国際連盟規約案の作成に関わった。イギリス国際連盟協会議長、知的協力国際委員会（ユネスコの前身）会長なども務めた。1910年イギリス学士院フェロー、1941年メリット勲章。
バーナード・ショウやバートランド・ラッセルら多くの著名人と親交した。新渡戸稲造やアンリ・ベルクソンとも親交し、国際連盟や心霊現象について意見交換した。マリーは心霊現象研究協会の会長も務めていた。
指導学生にE・R・ドッズ、娘婿にアーノルド・J・トインビーがいる。
1957年没、享年91。ウェストミンスター寺院に墓がある。

## 学問
ハリソンやコーンフォードと、ケンブリッジ学派（ケンブリッジ・リチュアリスト）を構成した。ハリソンの影響のもと、ギリシア悲劇の起源を祭祀とする立場をとった。
主著『ギリシア宗教発展の五段階』では、古代ギリシアの宗教の歴史を、非合理的な多神教から合理的な一神教への発展史として描く。
その他、エウリピデスの校訂と韻文調英訳などの業績がある。

## 主な著作
- Five Stages of Greek Religion (1925)
  - 『希臘宗教発展の五段階』ギルバァト・マレィ著、藤田健治訳、岩波書店〈岩波文庫〉、1943年。NDLJP:1040012
  - 『ギリシア宗教発展の五段階』ギルバァト・マレー著、藤田健治訳、岩波書店〈岩波文庫〉、1971年。NDLJP:12264250
- Hellenism and the Modern World (1953)
  - 『ギリシア文化と現代世界』Gilbert Murray著、竹内公基註釈、研究社出版、1960年。NDLJP:11581154
- The foreign policy of Sir Edward Grey 1906-1915 (1915)
  - 『エドワード・グレーの外交』ギルバート・ミユレー著、室伏高信訳、乙卯出版社、1916年。NDLJP:953997